# 2019–2020-as MRF Challenge Formula–2000-bajnokság
A 2019–2020-as MRF Challenge Formula–2000-bajnokság a széria 8. szezonja volt. Az idény 2019. november 22-én indult Dubajban és 2020. február 16-án végződött Csennaiban. 3 helyszínen rendeztek összesen 15 futamot.
A brit Jamie Chadwick volt a címvédő, aki nem vett részt a szezon versenyein. A bajnoki címet a belga Michelangelo Amendola szerezte meg Dylan Younggal szemben.

## Versenyzők
| 3       | Dylan Young           | összes |
| 6       | Chetan Korada         | összes |
| 8       | Michelangelo Amendola | összes |
| 10      | Bent Viscaal          | 2      |
| 13      | Reece Ushijima        | összes |
| 21      | Josh Mason            | összes |
| 26      | Louis Foster          | 3      |
| 27      | David Schumacher      | 2      |
| 29      | Yuven Sundaramoorthy  | összes |
| 71      | Manaf Hijjawi         | összes |
| 85      | Valdemar Eriksen      | összes |
| 99      | Largim Ali            | összes |
| Forrás: |                       |        |

## Versenynaptár
| Forduló | Forduló | Versenypálya                          | Pályarajz          | Dátum              |
| ------- | ------- | ------------------------------------- | ------------------ | ------------------ |
| 1       | 1       | Dubai Autodrome, Dubaj                |                    | 2019. november 22. |
| 1       | 2       | Dubai Autodrome, Dubaj                |                    | 2019. november 22. |
| 1       | 3       | Dubai Autodrome, Dubaj                | 2019. november 23. |                    |
| 1       | 4       | Dubai Autodrome, Dubaj                | 2019. november 23. |                    |
| 1       | 5       | Dubai Autodrome, Dubaj                | 2019. november 23. |                    |
| 2       | 6       | Bahrain International Circuit, Szahír |                    | 2019. december 13. |
| 2       | 7       | Bahrain International Circuit, Szahír |                    | 2019. december 13. |
| 2       | 8       | Bahrain International Circuit, Szahír | 2019. december 14. |                    |
| 2       | 9       | Bahrain International Circuit, Szahír | 2019. december 14. |                    |
| 3       | 10      | Madras Motor Race Track, Csennai      |                    | 2020. február 15.  |
| 3       | 11      | Madras Motor Race Track, Csennai      |                    | 2020. február 15.  |
| 3       | 12      | Madras Motor Race Track, Csennai      |                    | 2020. február 15.  |
| 3       | 13      | Madras Motor Race Track, Csennai      | 2020. február 16.  |                    |
| 3       | 14      | Madras Motor Race Track, Csennai      | 2020. február 16.  |                    |
| 3       | 15      | Madras Motor Race Track, Csennai      | 2020. február 16.  |                    |

## Összefoglaló
| 1       | 1  | Dubai Autodrome, Dubaj                | Michelangelo Amendola | Michelangelo Amendola | Michelangelo Amendola | Michelangelo Amendola | 42 |
| 1       | 2  | Dubai Autodrome, Dubaj                |                       | Michelangelo Amendola | Michelangelo Amendola | Michelangelo Amendola | 42 |
| 1       | 3  | Dubai Autodrome, Dubaj                | Michelangelo Amendola | Michelangelo Amendola | Dylan Young           | Michelangelo Amendola | 42 |
| 1       | 4  | Dubai Autodrome, Dubaj                |                       | Reece Ushijima        | Yuven Sundaramoorthy  | Michelangelo Amendola | 42 |
| 1       | 5  | Dubai Autodrome, Dubaj                | Reece Ushijima        | Reece Ushijima        | Michelangelo Amendola | Michelangelo Amendola | 42 |
| 2       | 6  | Bahrain International Circuit, Szahír | David Schumacher      | Bent Viscaal          | Bent Viscaal          | Michelangelo Amendola | 15 |
| 2       | 7  | Bahrain International Circuit, Szahír |                       | David Schumacher      | David Schumacher      | Michelangelo Amendola | 15 |
| 2       | 8  | Bahrain International Circuit, Szahír | David Schumacher      | Bent Viscaal          | Bent Viscaal          | Michelangelo Amendola | 15 |
| 2       | 9  | Bahrain International Circuit, Szahír |                       | David Schumacher      | Dylan Young           | Michelangelo Amendola | 15 |
| 3       | 10 | Madras Motor Race Track, Csennai      | Michelangelo Amendola | Michelangelo Amendola | Michelangelo Amendola | Michelangelo Amendola | 24 |
| 3       | 11 | Madras Motor Race Track, Csennai      |                       | Louis Foster          | Manaf Hijjawi         | Michelangelo Amendola | 24 |
| 3       | 12 | Madras Motor Race Track, Csennai      | Michelangelo Amendola | Michelangelo Amendola | Michelangelo Amendola | Michelangelo Amendola | 24 |
| 3       | 13 | Madras Motor Race Track, Csennai      |                       | Yuven Sundaramoorthy  | Yuven Sundaramoorthy  | Michelangelo Amendola | 24 |
| 3       | 14 | Madras Motor Race Track, Csennai      | Yuven Sundaramoorthy  | Louis Foster          | Louis Foster          | Michelangelo Amendola | 24 |
| 3       | 15 | Madras Motor Race Track, Csennai      |                       | Yuven Sundaramoorthy  | Dylan Young           | Michelangelo Amendola | 24 |
| Forrás: |    |                                       |                       |                       |                       |                       |    |

## A bajnokság végeredménye
Pontrendszer
| Pozíció | 1. | 2. | 3. | 4. | 5. | 6. | 7. | 8. | 9. | 10. | Pole | LK |
| ------- | -- | -- | -- | -- | -- | -- | -- | -- | -- | --- | ---- | -- |
| Pont    | 25 | 18 | 15 | 12 | 10 | 8  | 6  | 4  | 2  | 1   | 2    | 2  |

(Félkövér: pole-pozíció, dőlt: leggyorsabb kör, a színkódokról részletes információ itt található)
| Pozíció | Versenyző             | DUB | DUB | DUB | DUB | DUB | BHR | BHR | BHR | BHR | CHE | CHE | CHE | CHE | CHE | CHE | Pont |
| ------- | --------------------- | --- | --- | --- | --- | --- | --- | --- | --- | --- | --- | --- | --- | --- | --- | --- | ---- |
| 1.      | Michelangelo Amendola | 1   | 1   | 2   | 2   | 1   | 7   | 8   | 6   | 7   | 1   | 5   | 1   | 6   | 3   | 3   | 247  |
| 2.      | Dylan Young           | 3   | Ki  | 1   | 5   | 3   | 4   | 3   | 5   | 1   | 2   | 4   | 2   | 3   | 6   | 1   | 223  |
| 3.      | Josh Mason            | 2   | 2   | 3   | 6   | 2   | 5   | 4   | 4   | 8   | 3   | 2   | 4   | 4   | Ki  | 8   | 176  |
| 4.      | Manaf Hijjawi         | 8   | 3   | 4   | 4   | 7   | 9   | 7   | 4   | 2   | 6   | 1   | 5   | 2   | Ki  | Ni  | 148  |
| 5.      | Valdemar Eriksen      | 5   | 6   | 6   | 3   | 4   | 3   | 6   | 10  | 5   | 5   | 3   | 8   | 8   | 5   | 2   | 148  |
| 6.      | Yuven Sundaramoorthy  | 7   | Ki  | 5   | 1   | 6   | Ki  | 9   | 3   | 8   | 10  | 7   | 6   | 1   | 2   | 7   | 138  |
| 7.      | Reece Ushijima        | 6   | 5   | 7   | 7   | 5   | 6   | 5   | 7   | 9   | 8   | 8   | 9   | 9   | 4   | 5   | 104  |
| 8.      | Largim Ali            | 4   | 4   | 8   | Ni  | Ni  | 8   | 10  | 9   | 6   | 7   | 6   | 7   | 7   | 7   | 6   | 83   |
| 9.      | David Schumacher      |     |     |     |     |     | 2   | 1   | 2   | 3   |     |     |     |     |     |     | 82   |
| 10.     | Louis Foster          |     |     |     |     |     |     |     |     |     | 4   | 10  | 3   | 5   | 1   | 4   | 79   |
| 11.     | Bent Viscaal          |     |     |     |     |     | 1   | 2   | 1   | Ki  |     |     |     |     |     |     | 72   |
| 12.     | Chetan Korada         | 9   | 7   | 9   | 8   | 8   | Ki  | 11  | 11  | 10  | 9   | 9   | 10  | 10  | 8   | 9   | 31   |

## Külső hivatkozások
- Az MRF Challenge hivatalos honlapja Archiválva 2020. augusztus 4-i dátummal a Wayback Machine-ben